# Anna Zlotovskaya

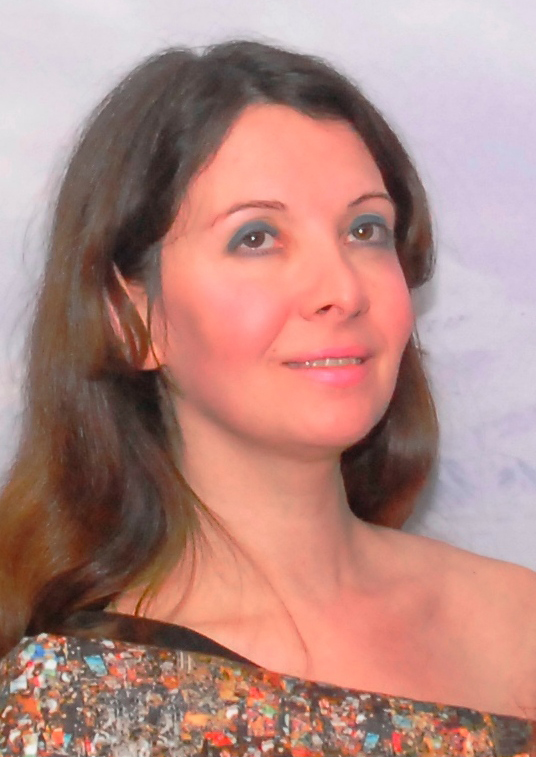
Anna Zlotovskaya

Anna Zlotovskaya (russisch Анна Злото́вская) geborene Smotritsch (russisch Анна Смо́трич) (* 13. Juni 1967 in Moskau) ist eine russisch-jüdisch-deutsche Violinistin und Performerin.

## Leben
Zlotovskaya hatte im Alter von fünf Jahren ihren ersten Auftritt als Schauspielerin auf der großen Bühne des MChAT-Theaters in Moskau. Gleichzeitig bekam sie Geigenunterricht an der Musikschule des Moskauer Konservatoriums bei Natascha Bojarskaja. Von 1986 bis 1991 belegte sie ein Studium am Moskauer Staatlichen Tschaikowski-Konservatorium. Von 1991 bis 1993 folgte ein postgraduelles Konzertexamen an dem Staatlichen Tschaikowski-Konservatorium in Moskau. 1994–97, nach ihrem Studium am Tschaikowski-Konservatorium, das mit dem postgraduellen Konzertexamen abschloss, spielte Zlotovskaya als erste Geige am Bolschoi-Theater Moskau. Sie konzertierte unter anderem unter der Leitung der Dirigenten Mstislaw Rostropowitsch, Leonard Slatkin, Dmitri Kitajenko, Waleri Gergijew, Pierre Boulez und Zubin Mehta und spielte in der Carnegie Hall in New York, dem Concertgebouw Amsterdam und der Berliner Philharmonie. Im Jahr 2000 hat Anna Zlotovskaya sich für die Solotätigkeit, Kammermusik und Performance, entschieden.
Von 2004 bis 2007 arbeitete sie als Freiwillige Regie-Assistenz bei Cesare Lievi in den Operntheatern Zürich, Bari, Wiesbaden und Bonn. Im Sommer 2006 war Zlotovskaya in der Rolle der Dulcinea von Toboso, in Wien zu sehen (Regie: Ioan C. Toma).
2007 wurde die CD „Psst, ich weiß was“ (Zlotovskaya: Violine und Musikdramaturgie) mit dem Prädikat „Empfohlen“ beim Medienpreis „Leopold“ ausgezeichnet. 2007 hat Anna Zlotovskaya als Mitglied des Projektes „Taro“ (Choreografie und Violine) die Heinz-Kühn-Medaille erhalten.
Sie ist seit 2010 mit dem Künstler HA Schult verheiratet und unterstützt seine zahlreichen Projekte bei der Organisation oder ist selbst Bestandteil seiner Kunst („Crying Car“ 2011, „Arctic People“ 2011, „Home - Heimat“ 2014).